# Denzel Curry
Дензел Рей Дон Каррі (англ. Denzel Rae Don Curry) — американський репер, співак та автор пісень.

## Біографія
Народився і виріс у Керол-Сіті, Флорида. Почав читати реп у шостому класі. 2011 року, все ще навчаючись у школі, розпочав роботу над своїм дебютним мікстейпом. Молодий виконавець формувався під впливом флоридського репера SpaceGhostPurrp, який згодом презентував мікстейп Дензела на сторінці однієї зі своїх соцмереж та у такий спосіб привернув увагу до Каррі на місцевому рівні. Як результат, Каррі долучився до хіп-хоп колективу Raider Klan.
У 2013 Каррі вирішив покинути колектив. 3 вересня 2013 року випустив свій дебютний альбом під назвою «Nostalgic 64». З того часу світ побачили ще два проекти виконавця — альбоми «Imperial» (2016) та «Ta13oo» (2018). Окрім того, його останній альбом посів 28 сходинку у хіт-параді Billboard 200.
24 листопада 2018 року виконавець відвідав Україну та презентував платівку «Ta13oo». Київ став першим містом, де пройшов його виступ у рамках європейського туру. 31 травня 2019 року світ побачив четвертий студійний альбом виконавця — «Zuu».

## Студійні альбоми
| Назва        | Деталі                                                                                               | Позиція у хіт-параді | Позиція у хіт-параді | Позиція у хіт-параді | Позиція у хіт-параді | Позиція у хіт-параді | Позиція у хіт-параді | Позиція у хіт-параді |
| Назва        | Деталі                                                                                               | US                   | US R&B/ HH           | US Rap               | AUS                  | CAN                  | NZ                   | UK                   |
| ------------ | --- | -------------------- | -------------------- | -------------------- | -------------------- | -------------------- | -------------------- | -------------------- |
| Nostalgic 64 | - Вихід: 3 вересня 2013 - Лейбл: C9, L&E - Формат: електронне завантаження                           | —                    | —                    | —                    | —                    | —                    | —                    | —                    |
| Imperial     | - Вихід: 9 березня 2016 - Лейбл: PH Recordings, C9 - Формат: CD, LP, електронне завантаження         | —                    | —                    | —                    | —                    | —                    | —                    | —                    |
| Ta13oo       | - Вихід: 27 липня 2018 - Лейбл: PH Recordings, Loma Vista - Формати: CD, LP, електронне завантаження | 28                   | 15                   | 13                   | 27                   | 84                   | 16                   | 62                   |

## Мініальбоми
| Назва                 | Деталі                                                                                           |
| --------------------- | ------------------------------------------------------------------------------------------------ |
| 32 Zel/Planet Shrooms | - Вихід: 9 червня 2015 - Лейбл: PH Recordings, C9 - Формат: електронне завантаження              |
| 13                    | - Вихід: 26 травня 2017 - Лейбл: PH Recordings, Loma Vista - Формат: LP, електронне завантаження |